# The Skids
Pour l’article homonyme, voir Skids.
The Skids est un groupe de punk rock et new wave britannique, originaire de Dunfermline, dans le Fife and Kinross, en Écosse. Formé en 1977 par Stuart Adamson (guitare, chœurs, clavier, percussions), William Simpson (basse, chœurs), Thomas Kellichan (batterie) et Richard Jobson (voix, guitare, clavier) et séparé en 1982, ils connurent le succès principalement avec le single Into the Valley en 1979.
Le groupe s'est reformé une première fois entre 2007 et 2010. Il est de nouveau en activité depuis 2016.

## Biographie

### Débuts (1977–1979)
Skids jouent leur premier concert le 19 août 1977 au Bellville Hotel de Pilmuir Street, à Dunfermline, en Écosse. En six mois, ils publient l'EP Charles au label No Bad, créé par Sandy Muir, un ancien disquaire de Dunfermline. L'album attire l'intérêt du DJ John Peel, animateur à la BBC Radio 1.  Le label Virgin Records les signent ensuite en avril 1978. Les singles Sweet Suburbia et The Saints are Coming atteignent le succès, avant que Into the Valley n'atteigne le top 10 au Royaume-Uni. Le groupe publie son premier album studio album, Scared to Dance, la même année. Il est enregistré aux Townhouse Studios de Londres, en Angleterre, avec David Batchelor à la production et aux claviers. Le guitariste Chris Jenkins terminera leur album aux Townhouse Studios sur quatre chansons : Into the Valley, Integral Plot, Calling the Tune et Scared to Dance.
Skids jouit de la popularité grâce aux singles Masquerade et Working for the Yankee Dollar qui atteignent l'UK Top 20. Ils sont extraits de leur deuxième album, aussi publié en 1979, Days in Europa, avec à la production Bill Nelson (Be-Bop Deluxe, Bill Nelson's Red Noise, Channel Light Vessel). Nelson sera choisi à la production par Adamson qui le considère comme un 'guitar hero',. Juste avant l'enregistrement de l'album, Kellichan quitte le groupe et est temporairement remplacé à la batterie par Rusty Egan (ex-Rich Kids, puis du groupe Visage et DJ du club Blitz). Egan joue sur l'album puis en tournée avec le groupe. Le claviériste Alistair Moore les suit également. En novembre 1979, Mike Baillie, ex-Insect Bites, est recruté comme membre permanent à la batterie, chœurs et percussions).

### DeThe Absolute Gameà la séparation (1980–1982)
En février 1980, l'un des membres fondateurs des Skids, William Simpson, quitte le groupe et est remplacé par Russell Webb (guitare basse, chœurs, claviers, percussions, et guitare). Webb devient membre permanent et contribue immédiatement au troisième album studio du groupe, The Absolute Game, publié en 1980 et produit par Mick Glossop. Il atteint le top 10 de l'UK Albums Chart et comprend le single à petit succès Circus Games.
Peu après le concert en soutien à The Absolute Game, Baillie quitte le groupe et est bientôt suivi par Adamson (même si Adamson restera pour la chanson Iona de Joy). Baillie revient vivre en Écosse et Adamson lance son propre groupe, Big Country. Jobson et Webb écriront alors le quatrième album du groupe, Joy, avant de se séparer.
Cependant, en 1983 les deux musiciens se lancent dans un nouveau projet musical, The Armoury Show, avec le guitariste John McGeoch et le batteur John Doyle qui avaient joué ensemble dans le groupe Magazine.  

### Retours (2007–2010 et depuis 2016)
Les Skids se reforment entre 2007 et 2010 et donnent plusieurs concerts. La formation comprend Richard Jobson au chant, le bassiste d'origine William Simpson, le batteur Mike Baillie et les guitaristes Bruce Watson (du groupe Big Country) et son fils Jamie Watson.
En 2016, les mêmes musiciens redonnent vie au projet et cette fois enregistrent un album de nouvelles chansons, Burning Cities, sorti au début de l'année 2018, puis un autre, Peaceful Times, sorti en 2019, où ils revisitent en version acoustique plusieurs titres du groupe,.

## Discographie

### Albums studio
- 1979 : Scared to Dance
- 1979 : Days in Europa
- 1980 : The Absolute Game
- 1981 : Joy
- 2018 : Burning Cities
- 2019 : Peaceful Times (album acoustique)

### Albums live
- 1992 : BBC Radio 1 Live in Concert
- 2007 : Masquerade Masquerade (mixé en 2006, contenant des morceaux de deux concerts, l'un au Hammersmith Odeon en 1980 et l'autre au Glasgow Apollo en 1979)

### Compilations
- 1982 : Fanfare
- 1987 : Dunfermline: A Collection of The Skids' Finest Moments
- 1995 : Sweet Suburbia: The Best of The Skids
- 2002 : The Greatest Hits Of Big Country And The Skids - The Best Of Stuart Adamson
- 2003 : The Very Best of The Skids
- 2005 : Into the Valley: The Best of The Skids
- 2007 : The Saints Are Coming: The Best of The Skids

### Singles et EP
- 1978 : Charles EP
- 1978 : Sweet Suburbia / Open Sound
- 1978 : Wide Open EP contenant The Saints Are Coming / "Of One Skin" / "Contusion" / "Night & Day" (octobre 1978)
- 1979 : Into the Valley / T.V. Stars
- 1979 : Masquerade / Out of Town
- 1979 : Charade / Grey Parade
- 1979 : Working for the Yankee Dollar / Vanguard’s Crusade
- 1980 : Animation / Pros and Cons (février 1980)
- 1980 : Circus Games / One Decree (juillet 1980)
- 1980 : Goodbye Civilian / Monkey McGuire Meets Specky Potter Behind the Lochore Institute
- 1980 : Women in Winter / Working for the Yankee Dollar (live)
- 1981 : Fields / Brave Man
- 1981 : Iona / Blood and Soil

## Reprise
- 2006 : The Saints Are Coming, reprise par U2 et Green Day pour l'association Music Rising, dont le but est d'aider à la reconstruction de la région sinistrée par l'ouragan Katrina.